# シュマルカルデン戦争
シュマルカルデン戦争（シュマルカルデンせんそう、ドイツ語: Schmalkaldischer Krieg）は、神聖ローマ帝国内において1546年7月10日に勃発し1547年5月23日まで戦われた戦争である。カトリック教会を支持する神聖ローマ皇帝カール5世とプロテスタント勢力（シュマルカルデン同盟）の間で争われた。

## 背景
1531年に反ローマ・反皇帝・反カトリックを掲げた諸侯の同盟がシュマルカルデン同盟である。神聖ローマ帝国では当時対オスマン帝国の戦費を集めることに躍起になっており、帝国内情は放置されていた。

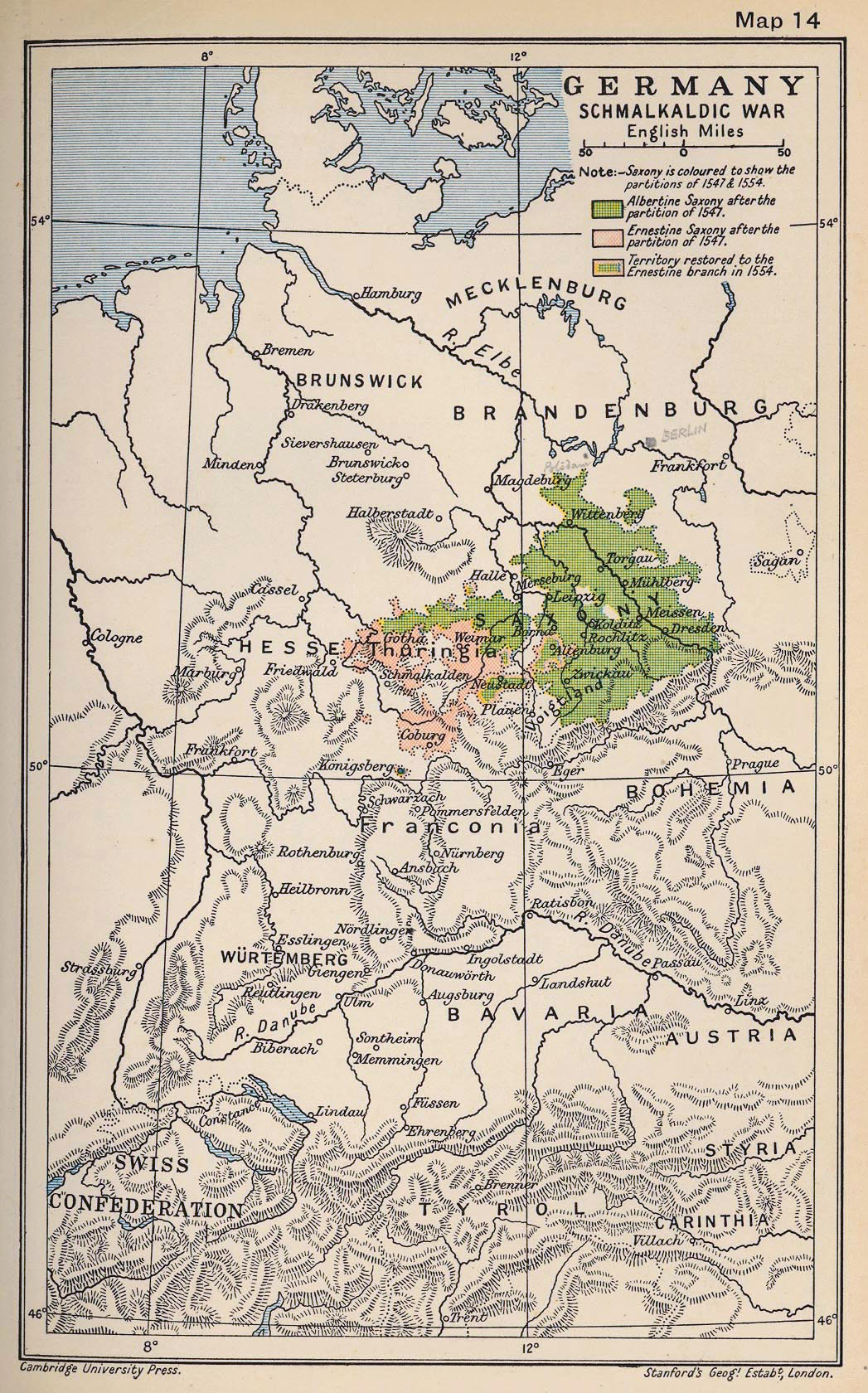
シュマルカルデン戦争後のエルネスティン系（ピンク）とアルベルティン系（緑）ザクセン領

先立つドイツ農民戦争でも皇帝は鎮圧しようとせず、諸侯自らこれらを鎮圧した。これらの不満から同盟は結成され、反カトリックを掲げた宗教戦争となった。無論、皇帝が帝国の内情に疎いことや弱体化が明白であったからということもある。オスマン帝国やフランス王国のカトリック支援なども理由の一つといえる。
1542年にはフランスが対神聖ローマ帝国戦争（第五次イタリア戦争）を開始し、皇帝が手薄になった事で同盟は蜂起した。これらの問題に直面した神聖ローマ皇帝カール5世は1544年に対フランス戦争を中止し、内乱の鎮圧に着手した。これにより1546年に皇帝と同盟の間ではっきりとしたシュマルカルデン戦争が始まった。

## 結果
1547年、ミュールベルクの戦いでカール5世が勝利、同盟の指導者ザクセン選帝侯ヨハン・フリードリヒとヘッセン方伯フィリップを捕えてカトリック優位のアウクスブルク仮信条協定を結んだが、1552年にザクセン選帝侯モーリッツ（ヨハン・フリードリヒの又従弟でフィリップの婿、カール5世に就いて選帝侯になった）の反乱でパッサウ条約を締結した。
同年に反対派のアルブレヒト・アルキビアデスが反乱（第二次辺境伯戦争）を起こし、モーリッツが戦死したが1554年に終結したのを機に翌1555年のアウクスブルクの和議が成立。これによりプロテスタントが帝国内で許されることになった。

## 主要人物

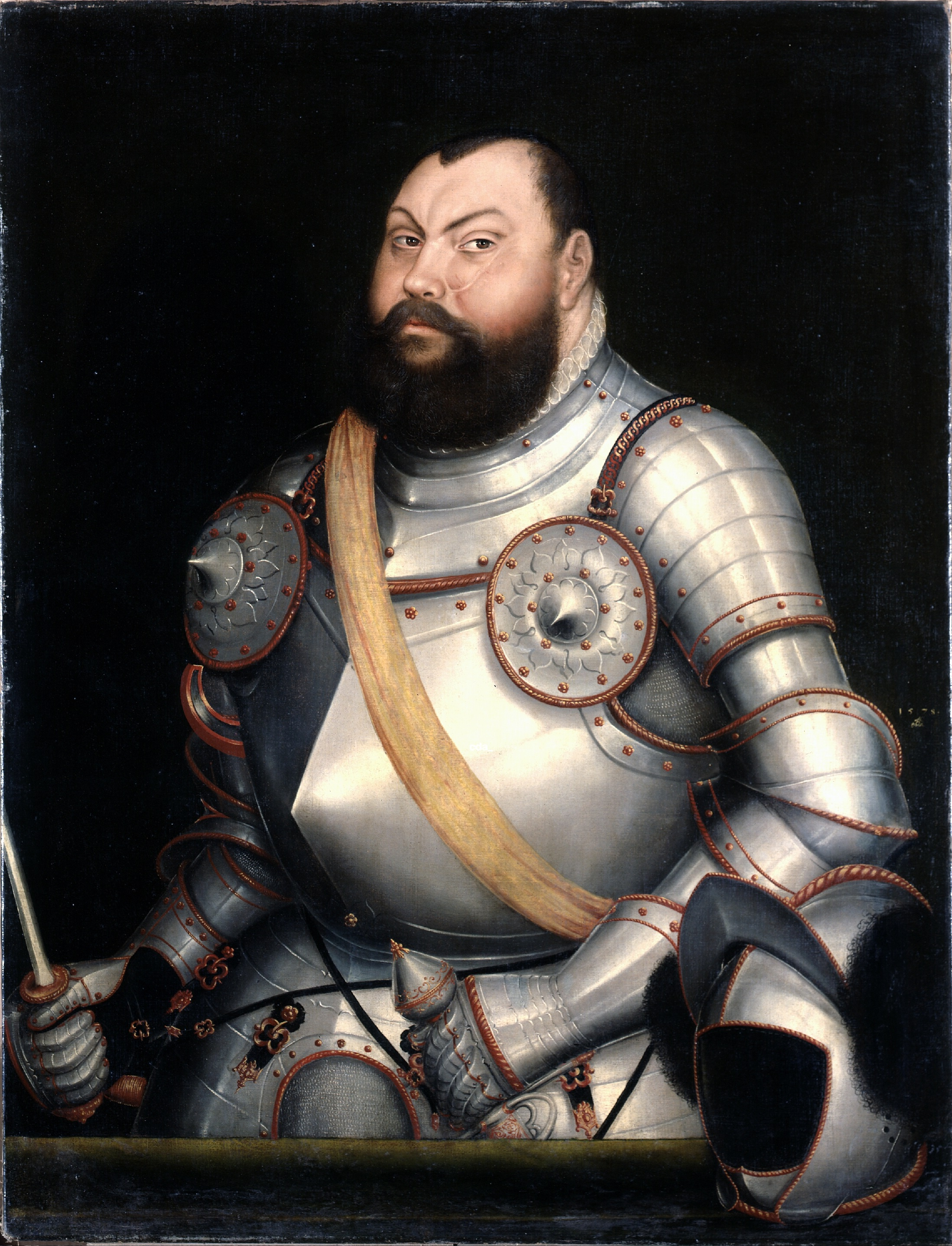
ザクセン選帝侯ヨハン・フリードリヒ1世
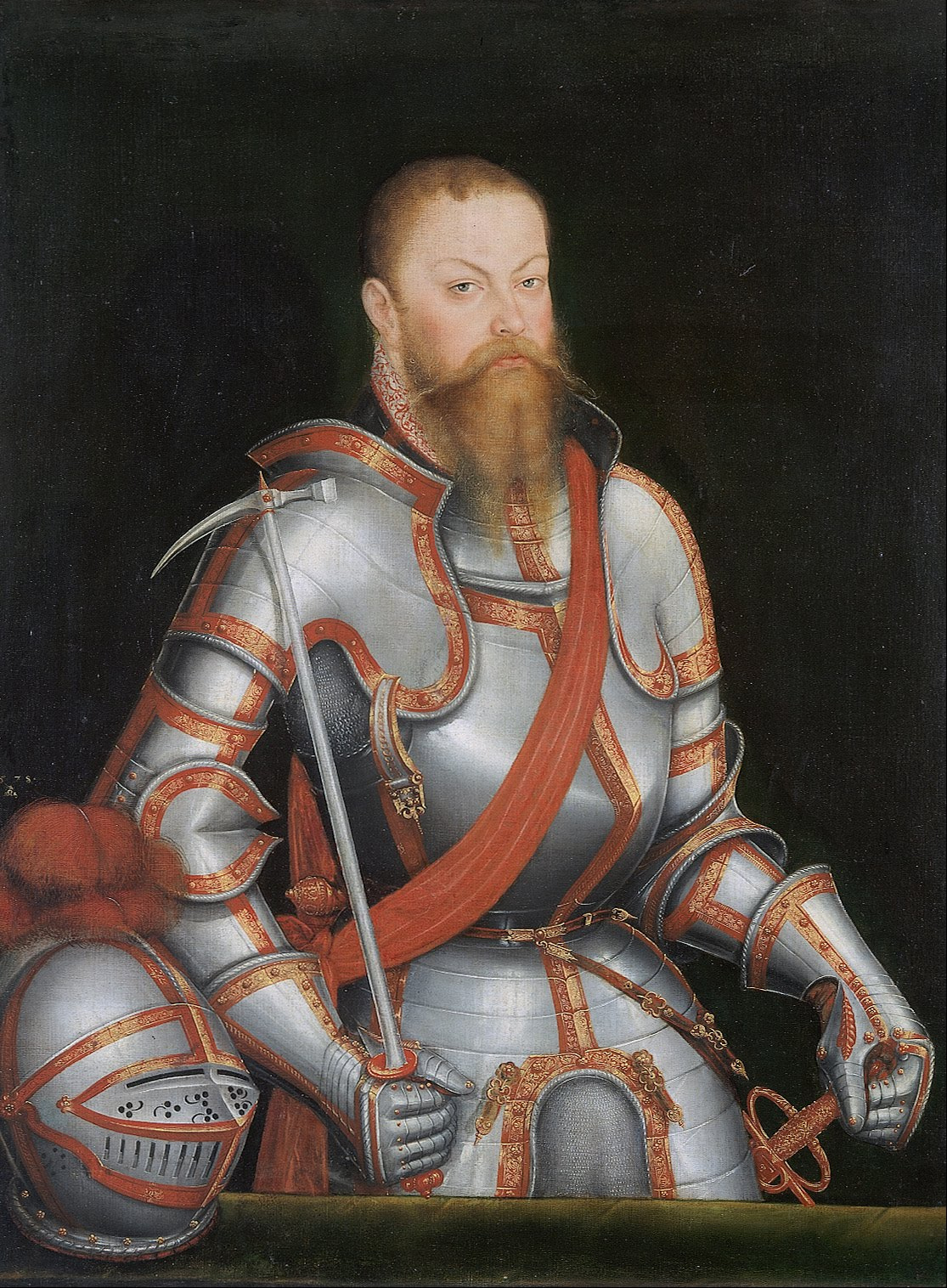
ザクセン選帝侯モーリッツ
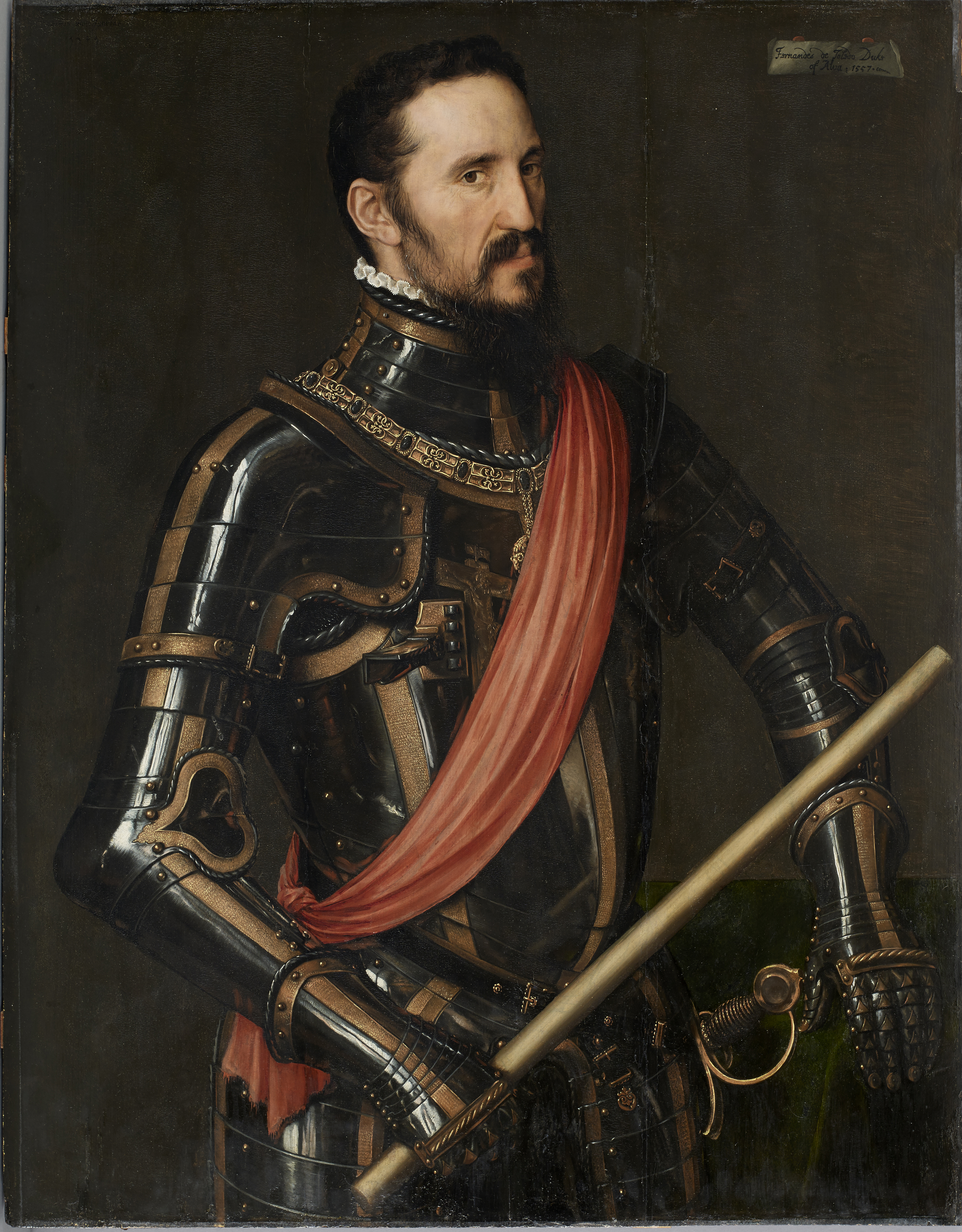
皇帝軍の第3代アルバ公
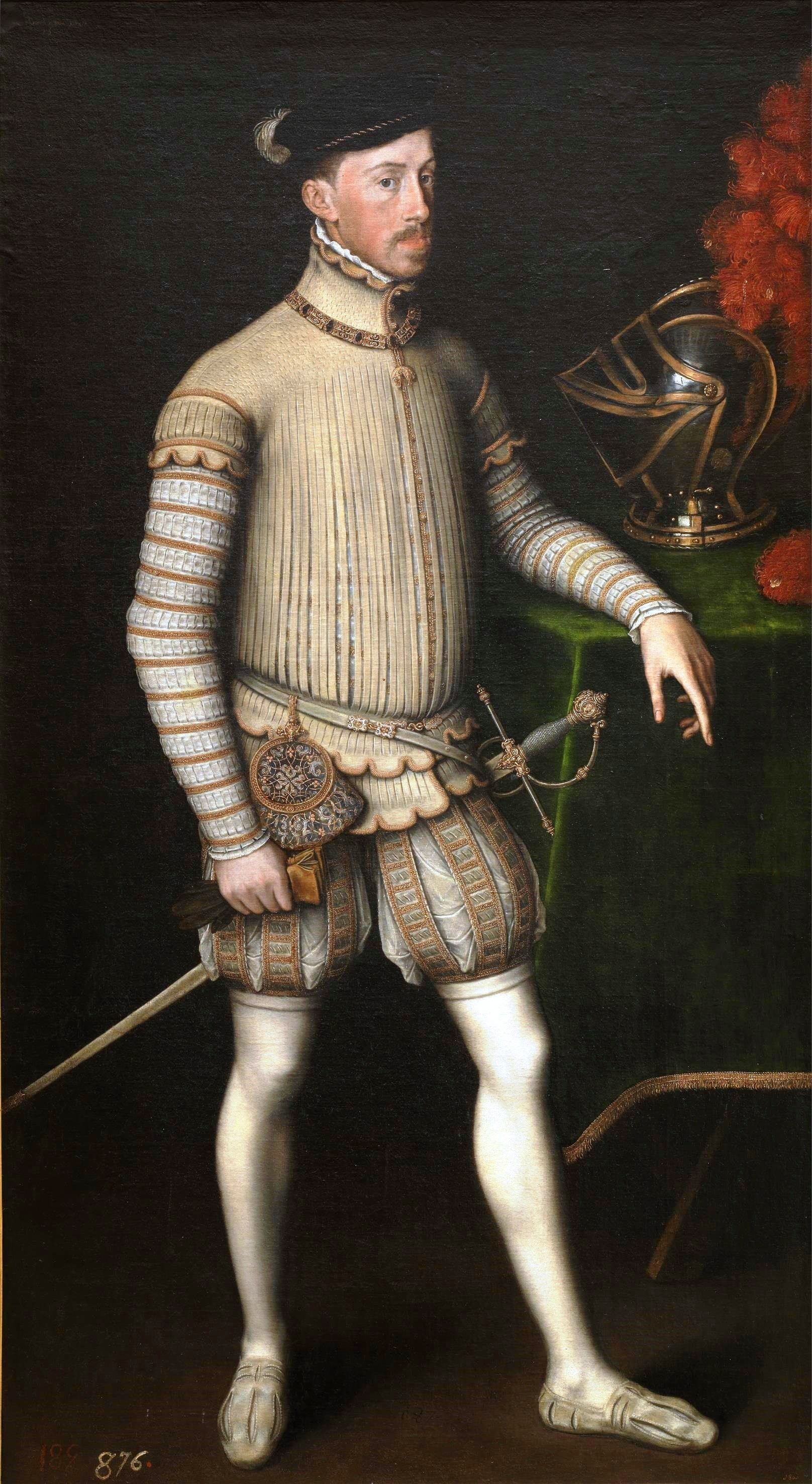
マクシミリアン大公
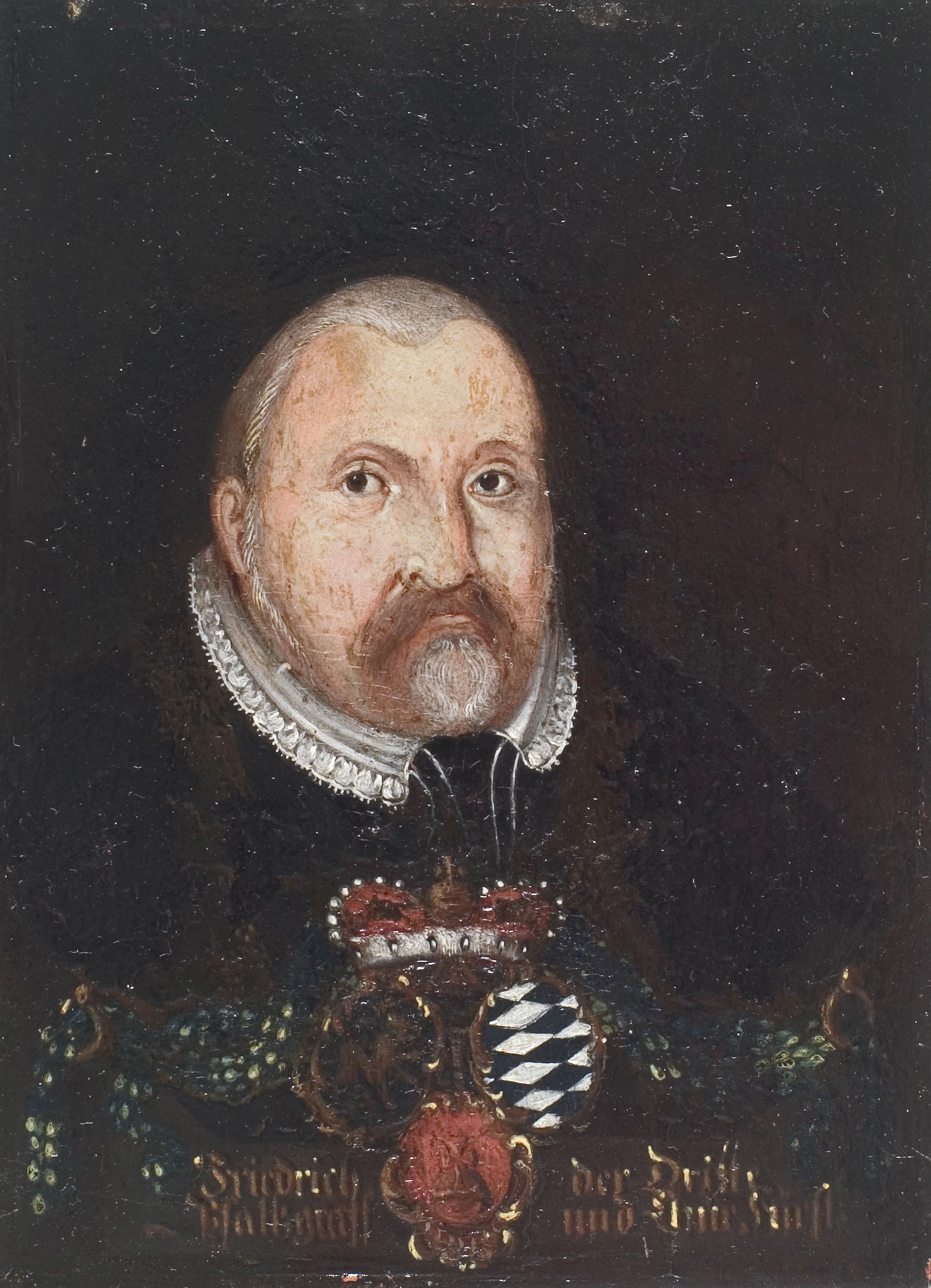
プファルツ選帝侯フリードリヒ3世